# Аркадьев, Георгий Петрович
Гео́ргий Петро́вич Арка́дьев (5 февраля 1905 — 27 мая 1993) — советский дипломат, Чрезвычайный и полномочный посол. После ВОВ принимал непосредственное участие в подготовке передачи Курильских островов СССР.

## Биография
Член ВКП(б). Кандидат экономических наук.
- В 1936—1939 годах — сотрудник центрального аппарата НКИД СССР.
- В 1939—1944 годах — заместитель заведующего Правовым отделом НКИД СССР.
- В 1944—1947 годах — генеральный секретарь Международной репарационной комиссии, заместитель заведующего Экономическим отделом НКИД (с 1946 — МИД) СССР.
- В 1947—1949 годах — заместитель политического советника Советской военной администрации в Германии.
- В 1949—1951 годах — советник дипломатической миссии СССР в ГДР.
- В 1951—1952 годах — заведующий IV Европейским отделом МИД СССР.
- В 1952—1953 годах — заведующий Отделом США МИД СССР.
- С 26 января 1954 по 26 апреля 1956 года — чрезвычайный и полномочный посол СССР в Норвегии[2].
- В 1956—1960 годах — заместитель постоянного представителя СССР при ООН.
- В 1960—1962 годах — заместитель генерального секретаря ООН по политическом проблемам и делам Социального совета.
- В 1962—1965 годах — заведующий Отделом по делам международных экономических организаций МИД СССР.
- В 1966—1968 годах — постоянный представитель СССР при МАГАТЭ.
- В 1968—1975 годах — постоянный представитель СССР при международных организациях в Вене.

Умер 27 мая 1993 года. Похоронен в Москве на Кунцевском кладбище.

## Награды
- орден Трудового Красного Знамени (5 ноября 1945)
- орден Красной Звезды (3 ноября 1944)